# Ai Haibara
Ai Haibara (灰原　哀, Haibara Ai) de son vrai nom Shiho Miyano (宮野 志保, Miyano Shiho) est un personnage du manga et anime Détective Conan. C'est une ancienne membre de l'organisation des hommes en noir, une société criminelle ennemie de Shinichi Kudo, qu'elle quitte à la suite du meurtre de sa sœur aînée, Akemi Miyano. Elle peut être assimilée à Irène Adler dans le roman Sherlock Holmes d'Arthur Conan Doyle
La doubleuse japonaise de nombreux personnages populaires d'anime, Megumi Hayashibara, lui a prêté sa voix. Dans les versions francophones, c'est Nayéli Forest qui lui prête sa voix.
Elle apparaît à partir de l'épisode 129 dans le dessin animé et du chapitre 6 du volume 18 dans le manga. C'est une ancienne membre de l'Organisation, la société criminelle ennemie du héros, Shinichi Kudo, qu'elle quitte à la suite du meurtre de sa sœur aînée, Akemi Miyano, dans l'épisode 128 du dessin animé et le volume 2 du manga. Ses parents faisaient partie de l'Organisation mais ils sont morts peu de temps après sa naissance. Son père était japonais et sa mère était anglaise. Responsable et principale chercheuse du projet « Apotoxine APTX 4869 », le poison qui l'a fait rajeunir ainsi que Shinichi Kudo.
Condamnée par l'Organisation pour avoir tenté de la fuir, elle tente de se suicider avec l'APTX 4869, mais elle rajeunit également et s'enfuit de l'Organisation par un conduit de service. Elle fuit auprès de Conan, dont elle connait l'état et l'adresse, puisque après l'attaque de Shinichi, l'Organisation l'avait envoyée chez lui vérifier s'il était en vie ou non. Shiho l'avait déclaré mort alors qu'elle avait remarqué que des vêtements d'enfant manquaient (elle savait aussi que l'APTX faisait parfois rajeunir); déduisant que Shinichi vivait ailleurs, en fuite. Finalement, elle est recueillie par le professeur Agasa et révèle à Conan qui elle est en intégrant son école. Au départ, elle est rejetée par Conan qui refuse de comprendre une meurtrière, mais finalement, ils en viennent à faire davantage connaissance et à s'apprécier, et à compter l'un sur l'autre. Shiho, devenue Ai Haibara, continue en secret de chercher un antidote à l'APTX, tandis qu'elle commence progressivement à s'ouvrir aux autres - notamment aux Détectives Juniors.

## Biographie
Shiho Miyano
Shiho Miyano est née de parents membres d'une organisation criminelle. En effet, sa mère anglaise Elena Miyano et son père japonais Atsushi Miyano, étaient des scientifiques de l'organisation des hommes en noir. Ils sont morts dans un accident peu de temps après sa naissance. Shiho, très douée, s'intéresse après aux travaux de ses parents. Elle est envoyée ensuite aux États-Unis pour faire ses études. Puis elle revient au Japon pour finir le projet secret de ses parents. À l'âge de treize ans elle devient membre de l'organisation et prend le nom de code « Sherry », au sein de l'Organisation dont les membres portent des noms d'alcool.
À l'âge de 18 ans, elle développe un composé expérimental nommé APTX 4869. Il est ensuite utilisé par l'organisation comme poison mortel et indétectable dans le corps humain. En continuant ses recherches, elle découvre son autre effet qu'elle garde secret des autres membres ; le composé peut rajeunir un adulte.
Sherry désapprouve l'utilisation de son composé pour commettre des meurtres. À la suite du meurtre de sa sœur aînée, Akemi Miyano, elle refuse de continuer ses recherches sur l'Apotoxine APTX 4869. Elle est alors emprisonnée par l'Organisation des hommes en noir. Voulant se suicider, elle prend une dose de poison qu'elle gardait toujours dans sa poche. Le poison ne la tue pas mais il la fait rajeunir. Elle peut ainsi s'échapper et se cacher de l'Organisation en allant vivre chez le Professeur Agasa. Elle avait environ 18 ans avant de rajeunir.
Ai Haibara
Pour se cacher de l'organisation, Shiho et le professeur Agasa créaient l'alias Ai Haibara (灰原 哀, Haibara Ai). Comme la plupart des noms de personnages de cette œuvre, il est inspiré de noms associés à la littérature policière. Son nom est inspiré de Cordélia Grey, personnage créé par Phyllis Dorothy James, elle reçoit le Grey (gris) qui peut se dire haiiro (灰色, couleur cendre) en japonais, ce qui donne le hai (灰, cendre) de "haibara". Son prénom est inspiré de V.I. Wachowski, personnage créé par Sara Paretsky, elle reçoit le I (ai). Le professeur Agasa aurait aimé l'écrire avec le kanji ai (愛, amour) mais Shiho préfère le kanji signifiant « solitude ».
Elle s'inscrit après dans la même école que Conan Edogawa. Après sa première aventure avec les Détectives Boys, Haibara révèle à Conan sa réelle identité et lui avoue être l'inventeur de l'APTX 4869. Au début, Conan n'aimait guère sa présence mais après il l’accepte comme amie. Haibara apprécie les amis de Conan et fait partie des Détectives Boys.
Elle essaye après de fabriquer un antidote pour l'APTX 4869, mais comme toutes les données sur la drogue sont stockées sur des ordinateurs qui ont été presque tous détruits, ses recherches progressent lentement.
Haibara a refusé d'intégrer le programme de protection des témoins proposé par Jodie Starling

## Personnalité
Haibara était initialement très cynique, elle privilégiait sa sécurité au détriment des principes idéalistes et de justice. Elle était également peu sociable, lorsqu'elle vivait en Amérique, elle mangeait seule à la cantine. Elle eut également du mal à accepter Ran Mouri du fait de sa ressemblance avec sa sœur. Mais c'est en rentrant en contact avec les Détectives Boys que son caractère finit par changer, elle devint amie avec eux et finit par accepter Ran. Elle a également une personnalité contradictoire, alors qu'elle s’apprêtait à tester l'ATPX 4869 dans le cadre du projet scientifique de l'Organisation, elle déteste l'usage comme poison létal qu'en a fait l'Organisation et supporte mal qu'on l'accuse d'être une meurtrière.

## Relations

### Famille et amis

#### Shinichi Kudo/Conan Edogawa
Lors de leur première rencontre, Ai est sceptique quant aux qualités de détective de Conan qui n'a pas su empêcher le meurtre de sa sœur aînée Akemi Miyano, par l'Organisation. De son côté, Conan a envers la transfuge de l'Organisation une méfiance initiale qui se dissipe en la voyant pleurer sur la mort d'Akemi Miyano dont Conan a été le témoin impuissant. Ai et Conan deviennent vite liés par une confiance mutuelle. Ai a suggéré à Conan la possibilité d'une liaison romantique avant de faire passer ses paroles pour une de ses nombreuses taquineries envers lui. En fait, Ai a de fort sentiments envers Conan (Yukiko et Jodie l'ont bien remarqué), mais Gosho Aoyama a affirmé par la suite dans une interview que ce qu’Ai éprouvait envers Conan était nullement de l’amour mais une grande admiration envers ce jeune aussi mature et courageux qui ne perd jamais espoir de redevenir un jour Shinichi Kudo d’où le fait[réf. nécessaire] qu’elle n'hésiterait pas une seconde à se sacrifier pour le protéger.

#### Akemi Miyano
Elle était très proche de sa sœur Akemi Miyano malgré le fait qu'elles ne pouvaient pas se voir souvent. Akemi encourageait très souvent Shiho, qui était très studieuse, à se détendre et à se trouver un petit ami.

#### Ran Mouri
Sans que la raison en soit explicitée, Ai évite Ran dans un premier temps car Conan est amoureux d'elle. Ai dissuade Conan de révéler à Ran la vérité sur sa métamorphose en insistant sur la nécessité d'être prudent avec ce secret. De son côté, Ran est ravie quand Ai décide de se confier à elle. Haibara voit Ran comme sa sœur qu'elle a perdu. Une fois, Ran a même mis sa vie en danger pour protéger Haibara.

#### Professeur Hiroshi Agasa
Ai Haibara vit avec le professeur Hiroshi Agasa. Tous deux scientifiques, ils font la paire même s'ils ont deux styles différents. Malgré leur âge, Haibara agit souvent plus comme une mère pour le professeur, lui rappelant sans cesse de faire attention à ce qu'il mange. Haibara semble plus à l'aise avec le professeur Agasa qu'avec les autres gens qu'elle avait rencontrée.
Mari Sera
Les indices donnés par l'intrigue suggèrent que la mère de Shuiichi Akai, Masumi Sera et Shukichi Haneda est également la sœur d'Elena Miyano. Gosho Aoyama à depuis longtemps indiqué que deux des mères de la série avait un lien de parenté. Les deux femmes sont anglaises. Conan remarque une ressemblance étrange entre Ai et Masumi lorsque la première essaye du mascara qui lui donne les cernes caractéristiques de Mari et de sa descendance. Dans le chapitre 1011, un flash-back remontant avant la naissance de Haibara, nous montre une discussion entre Atsushi Miyano et Elena sur la possibilité de travailler sur des projets ambitieux au sein d'une organisation, mais ce dernier commente que la sœur d'Elena leur à dit de se tenir à l'écart de l'organisation, sous-entendant que cette dernière en sait long sur l'organisation des hommes en noirs, ce qui concorde avec Mari qui est membre du MI6. Dans une interview à Singapore en 2016, Gosho Aoyama confirme que Shuichi Akai et Akemi Miyano sont cousins (minute 34:23 du lien audio), ce qui appuie un peu plus cette théorie. Mari serait, selon cette théorie, la tante d'Haibara
Shuiichi Akai
Ai ignore la double identité de Okiya Subaru, mais se méfie initialement de lui. Akai quant à lui semble avoir promis à sa défunte petite amie Akemi, rencontré alors qu'il opérait sous couverture dans l'organisation, qu'il protègerait sa petite sœur. Il emménage dans la maison des Kudo avec ce but précis en tête. Ai se familiarisera progressivement avec Subaru, et apprendra à lui faire confiance dans une certaine mesure. 
Comme mentionné précédemment, Gosho Aoyama a indiqué dans une interview que Akemi Miyano et Akai Shuiichi étaient cousins, faisant d'Akai également le cousin de Shiho.

### Le Club des Détectives Juniors
Elle fait partie du groupe et s'est familiarisée avec eux.

#### Ayumi Yoshida
Au sein du groupe des Détectives Boys, Ayumi est l'amie la plus proche de Haibara. Une fois, Ayumi remarque qu'elle appelle tout le monde par leurs prénoms sauf Haibara. Elle décide alors de faire pareil avec elle mais elle n'y arrive pas. Haibara s'en rend compte et accepte qu'Ayumi l'appelle par son prénom. Par contre, elle l'interdit à Mitsuhiko et Genta.
Dans l'ensemble, Haibara semble considérer Ayumi comme une petite sœur, et est prête à la protéger du danger.

#### Mitsuhiko Tsuburaya
Il est le camarade de classe de Haibara. Mitsuhiko semble avoir de l'attirance pour elle et Haibara en est consciente. Haibara profite alors de cette situation pour lui demander qu'il lui rende des services. Mais d'un côté elle admire son intelligence et son courage.

### L'Organisation des hommes en noir
Après la mort des parents de Shiho Miyano quand elle était petite, l'organisation devient sa seule famille avec sa grande sœur Akemi Miyano. Tout va changer lorsque l'organisation assassine celle-ci qui représente un danger à cause de sa liaison avec le membre du FBI Shuichi Akai. Shiho Miyano demande alors des réponses sur la mort de sa sœur mais l'organisation les lui refuse. Elle va ensuite s'échapper de l'organisation pour venir habiter chez le professeur Agasa où elle prendra le pseudonyme de Ai Haibara.
L'Organisation veut alors la mort de la traîtresse mais Ai peut sentir la présence d'un membre de l'Organisation grâce à la peur instinctive qui l'envahit en présence de ses membres.

#### Gin
Gin semble anormalement attaché à Sherry et prend du plaisir à la traquer. Dans l’épisode 176 Gin évite de la tuer dans la cheminé sous prétexte qu’il veut lui créer une mort plus romantique qui lui conviendrai. Il est presque sous-entendu qu'il est attiré sexuellement par Sherry car dès qu'il pense à elle, il se la représente dénudée. Sherry est terrorisée par Gin.

#### Vermouth
Vermouth et Sherry se sont connues au sein de l'Organisation. Vermouth est le membre de l'Organisation que Haibara craint le plus après Gin. Vermouth hait Shiho et ses parents pour une raison obscure, mais qui semble liée à l'APTX 4869 ou du moins à son absence de vieillissement. Elle traque Ai pour la tuer, mais ses tentatives sont déjouées par Conan à qui elle promet de ne plus s'en prendre à Sherry. Elle ne respecte cependant pas sa promesse et cherche à nouveau à la tuer, lors de l'arc du Mystery Train, lorsque Bourbon la localise, avec du C4 caché dans le dernier wagon du train. contrairement à son collègue Bourbon qui voulait la capturer vivante, Vermouth cherche clairement à éliminer Ai. A la fin de l'arc, ayant perdu son pari face à Yukiko Kudo, Vermouth capitule et décide de laisser Haibara en paix. 

#### Bourbon
Bourbon a rencontré les parents de Haibara lorsqu'il était jeune, mais il n'a pas rencontré Sherry avant les événements du Mystery Train. Il n'éprouve aucune haine envers elle, mais il cherche à la capturer et l'amener à l’organisation vivante pour augmenter son rang et gagner la confiance de l’organisation afin d’atteindre son but.

## Inspiration
Le personnage de Wardinska de la Machination Voronov est fortement inspiré de Haibara. Toutes deux sont de jeunes biologistes dont les parents sont morts apparemment dans un accident de voiture. Elles sont à l'origine au service du méchant mais se tournent du côté du héros lorsqu'elles apprennent que leur employeur a tué leur unique famille.

## Popularité
- eBookJapan a fait un sondage de popularité du 12 avril 2011 au 12 mai 2011 dans lequel les lecteurs (internationaux inclus) de Détective Conan pouvaient voter pour leur personnage préféré. Ai Haibara est classée 4e dans le sondage avec 686 votes sur un total de 5 884 votes[10].
- Lors de la sortie de Détective Conan : Les Quinze Minutes de silence, le site officiel du film a réalisé un sondage des dix personnages populaires de l'anime. Ai Haibara s'est classée à la quatrième position[11].